# بالگردگاه ایگینیارفیک
بالگردگاه ایگینیارفیک (به انگلیسی: Iginniarfik Heliport) یک فرودگاه همگانی است. این فرودگاه در شهر ایگینیارفیک کشور گرینلند قرار دارد .